# Tzeo River
Tzeo River är ett vattendrag i Kanada.   Det ligger i provinsen British Columbia, i den sydvästra delen av landet, 3 700 km väster om huvudstaden Ottawa.
I omgivningarna runt Tzeo River växer i huvudsak barrskog. Trakten runt Tzeo River är nära nog obefolkad, med mindre än två invånare per kvadratkilometer.